# Amphimedon trindanea
Amphimedon trindanea är en svampdjursart som först beskrevs av Ristau 1978.  Amphimedon trindanea ingår i släktet Amphimedon och familjen Niphatidae.
Artens utbredningsområde är Kalifornien. Inga underarter finns listade i Catalogue of Life.